# 테리사 파머
테리사 메리 파머(영어: Teresa Mary Palmer, 1986년 2월 26일 ~ )는 오스트레일리아의 배우, 각본가, 모델이며, 《웜 바디스》, 《라이트 아웃》, 《핵소 고지》에서 역할로 잘 알려져 있다.

## 어린 시절
테리사 파머는 1986년 사우스오스트레일리아주 애들레이드에서 태어나 자랐다. 투자가인 아버지 케빈 파머(Kevin Palmer)와 전직 간호사 및 선교사였던 어머니 폴라 샌더스(Paula Sanders) 사이에서 태어난 외동딸이었다. 그들은 딸이 세 살일 무렵인 1989년에 이혼했고, 파머에게는 새어머니 카런 파머(Kaaren Palmer)와 이복남매인 언니 둘, 오빠 둘이 생겼다. 파머는 친어머니와 함께 공영 주택에서 살았고, 애들레이드힐스에 있는 아버지의 농장에서 성장했다. 후일 파머는 인터뷰에서 자신이 "깨나 변변치 못한 곳 출신(came from rather humble beginnings)"이라고 밝혔다.
이름은 친어머니가 테레사 수녀에게서 따와 지은 것이다. 어머니의 만성 우울증 탓에, 어릴 적 교육을 엄하게 받으며 자랐다.
파머는 사립 가톨릭 통학 학교 메르세데스 칼리지에 다녔고, 2003년에 지역 캐스팅 오디션에 합격해 첫 영화에 출연하게 됐다. 첫 배역은 애들레이드 인근 쇼핑 센터 주말 홍보를 위한 스트로베리 쇼트케이크와 쇼핑몰에 있는 산타클로스의 요정 보조 역할이였다. 파머는 몇 년 간 연기 수업을 들었고 몇 편의 TV 광고에 출연했다. 2005년 런들몰에 있는 헝그리 잭에서 일했고, 이후 수프레, 맴부 오스트레일리아판, 코튼 온 등의 의류 소매점에서 일했다.
고등학교 졸업 후 파머는 고향 탤런트 에이전시 직원에게 학생 영화 〈2:37〉에 출연하라는 전화를 받았다. 감독은 배우 에이전시 홈페이지에서 파머의 사진을 보고 영화에 출연시키고 싶어했다. 파머는 동물 구조 활동을 할 것이라는 생각을 했고, 마침내 본인 소유, 동물 복지 에이전시를 열었다. 대학에서는 교육학과 언론학을 전공하게 되었으나, 항상 연기에 대한 꿈을 갖고 있었다. 이후 본격적으로 배우로 활동하기 위해 학교를 중퇴했다.

## 생애

### 오스트레일리아에서 경력 시작
파머는 《덱 도그즈》 (2005)를 비롯해 애들레이드에서 촬영한 다른 영화들에 보조 출연자로 활동했었다. 18살 때,  무랠리 탈루리는 오스트레일리아의 독립 영화 《2:37》에 그를 캐스팅하였다. 파머는 그 영화에서 형제에게 임신을 당하고 나서 자살을 한 인기있는 고등학생 멜로디 역을 연기했다. 그는 이때의 연기로 2006년 오스트레일리아 영화 협회상 여우주연상 후보에 오르기도 했다. 그러고 나서 그는 시드니에 재능 있는 에이전트와 계약했다.  《울프 크릭》 (2005)에 출연하기도 했다.
파머는 영국 배우 스티븐 모이어, 그리고 캘빈 클라인 모델 트래비스 피멀과 함께 심리 스릴러 영화 《테레사 팔머의 감금》에 출연했다. 영화는 2005년 중반 뉴사우스웨일스 일대에서 촬영되었다. 데이브 와너가 각본을 맡았고 데이비드 데닌(David Denneen)이 연출했다. 파머는 그 해 스크린 인터내셔널이 선정한 오스트레일리아 "내일의 스타"로서 지명됐다. 그런 뒤에 영화 《디셈버 보이즈》에 출연했다. 마이클 누넌이 쓴 책이 원작으로, 1960년대 배경의 성인식을 다루고 있다. 파머는 대니얼 래드클리프의 상대역 루시 역을 연기했다. 파머는 섹슈얼한 연기를 하기 위해 《로리타》 (1997)에서 도미닉 스웨인의 연기를 공부했다. 영화는 2005년 11월 오스트레일리아 남부 해안에서 촬영을 시작했다. 영국에
과 미국에서는 2007년 9월 14일과 미국에서는 개봉했고 오스트레일리아에서는 2007년 9월 20일에 개봉했고 상반된 평가를 받았으며 박스 오피스면에서도 실패했다.
《2:37》는 칸 영화제에서 주목할 만한 시선작으로써 첫 공개됐다. 파머에게 인생의 전환점인 이 영화는 박수 갈채를 받았고, 그에게 연기를 직업 삼는 것에 대한 자신감을 주었다. 칸으로의 여정은 미국의 재능있는 에이전트이자 그의 매니저인 데이비드 세츨러를 만나게 해주었다. 이후 윌리엄 모리스 에이전시와 계약을 맺었다.

### 할리우드로
파머는 자신의 첫 미국 출연작으로 더그 라이먼 감독의 SF 영화 《점퍼》에 톰 스터리지와 같이 캐스팅되었다. 그러나 캐릭터들을 더 나이들게 하는 쪽으로 각본이 재작성되는 바람에 파머의 역할은 레이철 빌슨에게 돌아갔다. 이 일로 파머는 크게 낙심하여서, 몇 달 간 애들레이드에 있었다. 2006년에서야 앰버 탬블린과 세라 미셸 겔러가 출연한 공포 영화의 후속작 《그루지 2》로 할리우드 영화 데뷔를 했다. 파머는 그가 맡은 버네사 역을 "질나쁜 여학생"이라 묘사했다. 《그루지 2》는 2006년 10월 13일 (13일의 금요일) 북미에서 개봉이 됐고 부정적 평가를 받았으며, 제작비 2천만 달러 대비 월드와이드 수익 7천만 달러를 거뒀다.

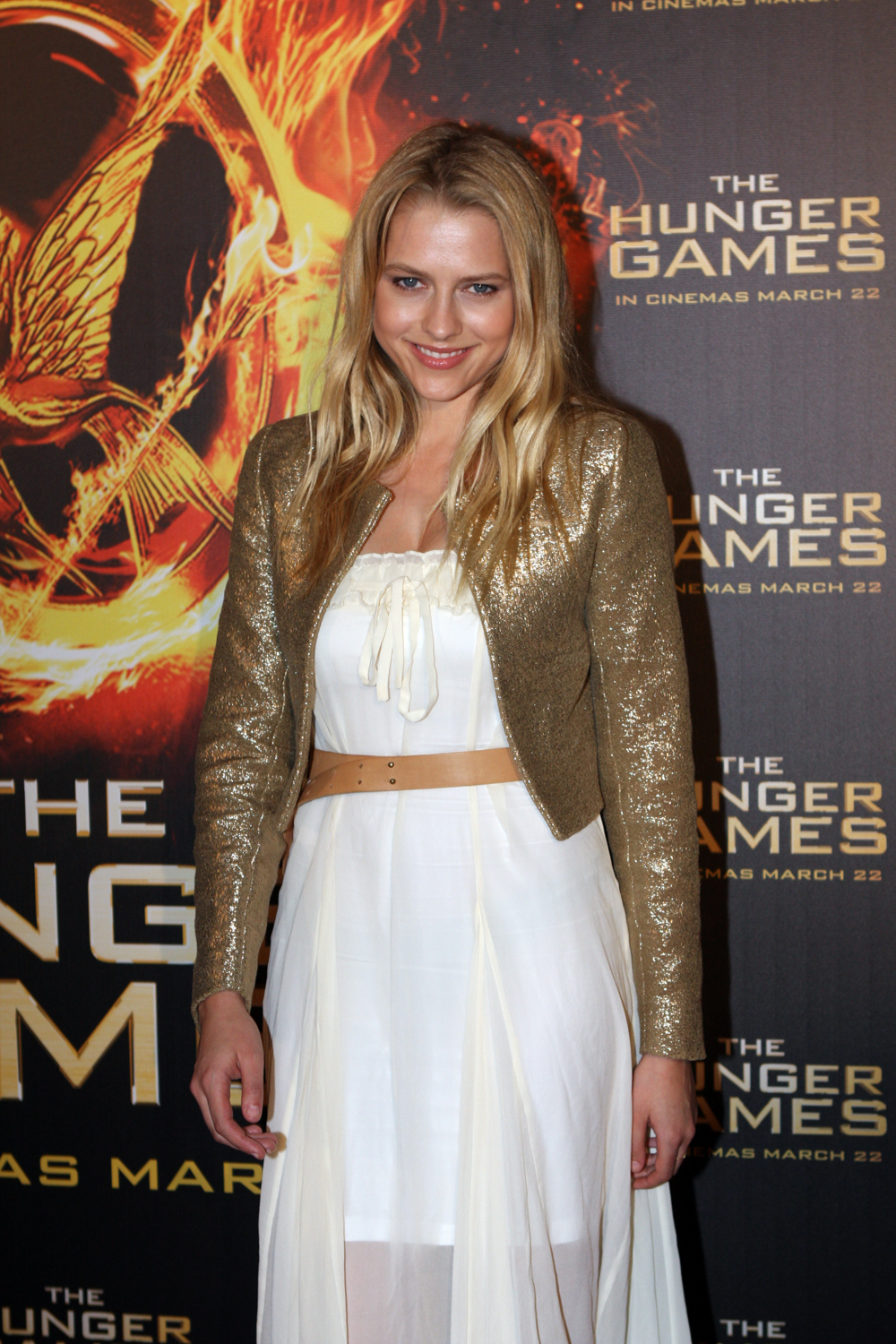
《헝거 게임: 판엠의 불꽃》 시드니 시사회에서 파머

2007년 초 파머는 애나 패리스, 댄 포글러, 토퍼 그레이스가 출연한 코미디 영화 《테이크 미 홈 투나잇》에 토리 프레더킹 역으로 캐스팅됐다. 1980년대를 배경으로 한 이 영화는 마이클 도즈가 연출했고 2011년 3월에 개봉했다. 《테이크 미 홈 투나잇》 은 영화 비평가들에게 부정적 평가를 받았고 제작비 1900만 달러를 매꾸는 데 실패한 박스 오피스 실패작이였다.
파머는 밴드 에스키모 조의 2007년 싱글 앨범 "Breaking Up"의 뮤직 비디오에 출연했으며, 뉴캐슬에서 촬영했다. 파머는 밴드의 보컬 케비엔 템퍼럴리와 같이 바닷속에 뛰어들었다.
파머는 연기 활동을 위해 2007년 5월에 애들레이드에 있는 새머포어 비치에서 미국 로스앤젤레스로 이사했고, 오디션을 보기 시작했다. 후일 파머는 고향과 매우 다른 로스앤젤레스에 적응하기가 무척 힘들었다고 밝혔다. 그는 한동안 외로움과 우울증을 겪었고, 친구를 사귀기 전까지는 고향으로 돌아가는걸 생각하기도 했었다. 2007년 11월, 파머는 D.J. 코트로나, 애덤 브로디, 안톤 옐친, 코먼, 메건 게일 등이 캐스팅 된 DC 코믹스 슈퍼히어로 영화 《저스티스 리그 오브 어메리카》에 빌런 탈리아 알 굴로 캐스팅되었다. 조지 밀러가 연출하기로 되어있었으나, 각본 재작업 문제와 2007~2008년 미국 작가노조 파업으로 인해 워너 브로스는 제작을 취소했다.
파머는 2008년에 시드니 보석세공사 잰 로건(Jan Logan)의 "modern darling" 컬렉션 대표 모델로 선정됐다. 그는 그 해에 월트 디즈니 픽처스의 아동 영화 《베드타임 스토리》에서 애덤 샌들러의 짝사랑 역을 연기하기 위하여 오디션 테이프를 보냈는데, 그 테이프를 본 샌들러가 그를 캐스팅하였다. 그는 상속인 바이얼릿 노팅엄 역을 연기했고, 가이 피어스, 코트니 콕스와 같이 출연했다. 샌들러는 또한 파머의 어머니, 그리고 그의 절친을 영화에 출연시켰다. 영화는 2008년 12월 25일에 개봉했고 부정적인 평가를 받았으나 제작비 8천만 달러 대비 월드와이드 수익 2억 1200만 달러를 벌었다.
파머는 존 터틀토브이 연출하고 제리 브룩하이머가 제작한 디즈니의 영화 《마법사의 제자》에서 주연 역할을 얻었다. 이 영화는 폴 뒤카스가 관현악단을 위해 짧은 스케르토로써 만들 예정이였던 《L'apprenti sorcier》 (1897년에 출판한 《마법사의 제자》로, 뒤카스의 곡 중 가장 유명)를 애니메이션 영화 《환타지아》 (1940)의 관련있는 장면을 배경으로 했으며, 이들 모두 동시대의 시인 요한 볼프강 폰 괴테에게서 영감을 받았다. 파머는 여섯 달 촬영하는 동안에 맨해튼의 웨스트 빌리지에서 머물렀다. 그는 물리학 학생 및 발타자르 (니콜라스 케이지)의 제자인 데이브 스터틀러(제이 배러셜)에게 쫒기는 대학생 베키 반스 역을 연기했다. 2010년 7월 14일에 개봉한 영화는 상반된 평가를 받았고, 1억 5천 달러 대비 월드와이드 수익 2억 1500만 달러 수입을 거뒀다. 2010년 7월, 퍼레이드 매거진은 그 영화를 "2010년 최악의 박스 오피스 실패작(So Far)" 1위에 이름을 올렸다.
2009년에 파머는 오스트레일리아 배우 타냐 토지, 내털리 켈리와 같이 영화 제작사 어베이커 프로덕션을 세웠다. 그는 시드니 영화 제작 신인 콘테스트인 MTV 오스트레일리아의 Optus one80project의 게스트 감독관이였다. 그는 또한 오스트레일리아의 청바지 업체 저스트 진스(Just Jeans)와 광고 촬영을 했고 줄리크 미용 회사의 새로운 대표 모델 및 대변인이 되었다.
2011년에 파머는 알렉스 페티퍼, 다이애나 에그론과 같이 SF 모험 영화 《아이엠 넘버 포》에 출연했다. 그는 고향 행성이 파괴되어 지구에 은둔하고 있는 9명의 외계인 중 넘버 식스 역을 연기했다. 넘버 식스 캐릭터는 무술에 능숙하고, 두카티 오토바이를 타며, 고체 물체를 "통과" (《매트릭스 리로디드》처럼) 할 수 있다. 파머는 이 역할을 위해 스턴트 훈련을 받았고, 공중제비, 검술을 배우고, 와이어 촬영을 했다. 영화는 6부작 소설 중에 첫 편을 각색한 것이었다. 파머는 장차 프랜차이즈작이 될 경우 3편의 영화를 더 촬영한다는 계약을 맺었다. 영화는 2011년 2월 18일 극장에서 개봉되었으며, IMAX 형태로도 개봉되었다. 비평가들에게 대체로 부정적인 평가를 받았고  월드와이드 수익 1억 4900만 달러를 거뒀다.
파머는 오스트레일리아 출신 영화감독 조지 밀러의 매드 맥스 시리즈의 후속작 《매드 맥스: 분노의 도로》에 출연할 예정이였으나, 스케줄 문제로 캐스팅에 참여되지 못 했다. 그 영화는 제작이 뒤로 연기되었다. 파머는 2011년 칸 영화제 경쟁작인 내시 에저튼 연출의 단편 영화 〈곰〉에 출연했다.
그는 키어런 더시스미스가 연출한 오스트레일리아의 드라마 스릴러 독립 영화 《내 곁에 있기를》에 조엘 에저턴의 상대 역으로 출연했다. 그 영화는 2010년 11월 시드니에서 촬영을 시작했고, 2012년 선댄스 영화제에서 첫 공개되었다. 2015년을 기준으로, 영화 비평 사이트 로튼 토마토스에서 신선도 72%를 받았다. 그는 또한 웹사이트 Funny or Die의 코미디 단편 영화 〈Quirky Girl〉에 애런 폴의 상대 역으로 출연했다.
파머는 서밋 엔터테인먼트가 제작하고, 아이작 마리언의 청소년 소설을 원작으로 한 2013년 좀비 영화 《웜 바디스》에 출연했다. 그는 좀비 (니컬러스 홀트 분)와 사랑에 빠지즌 여성 줄리 역을 연기했다. 미국에서는 2013년 2월 1일, 미국에서는 2월 8일에 개봉되었다. 관객들에게서 긍정적 평가를 받았고 월드와이드 수익 1억 1600만 달러를 벌었다. 2013년 2월, 파머가 아리스트리 화장품사의 "글로벌 패이스"가 됐음이 알려졌다. 파머는 그후 2011년 중반 미시간주 앤아버에서 촬영한 독립 로맨스 영화 《[[사랑과 전쟁 (2013년 영화)|사랑과 전쟁]》에 리엄 헴스워스와 같이 출연했다. 이 영화는 베트남 전쟁 기간인 1960년대를 배경으로 했으며, 2013년 3월에 개봉되었다. 2013년 3월 22일에 제한 상영을 했고, 부정적인 평가와 겨우 1만 9000 달러를 벌어들였다.
2014년, 그는 로맨스 드라마 영화 《파츠 퍼 빌리언》에 조시 하트넷, 로사리오 도슨, 펜 배질리와 공동 출연했다. 이 영화는 2014년 5월 20일에 VOD로 공개되었고, 2014년 6월 6일에는 홈 비디오로 출시되었다. 그 영화는 비평가들에게서 부정적인 반응을 받았다. 파머는 2014년 토론토 국제 영화제에서 시사회를 가진 《컷뱅크》 (2014)와 《킬 미 쓰리 타임스》 (2015) 두 작품에 출여했다. 두 -영화 모두 비평가들에게 부정적 평가를 받았다. 그는 《컷뱅크》에서 리엄 헴스워스의 연인 및 빌리 밥 손턴의 딸 역을 연기했고 《킬 미 쓰리 타임스》에서는 사이먼 페그, 앨리스 브라가, 루크 헴스워스의 상대역인 암살자 역을 연기했다. 후자 영화는 2015년 4월 10일 개봉이 예정되었다. 그는 남편인 마크 웨버가 연출하는 영화 《에버 애프터》에 출연했다. 파머와 웨버가 각본을 같이 쓴 이 영화는 사랑의 깊이를 알아보는 사랑 이야기를 다루고 있다.
2015년에 파머는 크리스천 베일이 출연하고, 테런스 맬릭이 연출한 영화 《나이트 오브 컵스》에 출연했다. 영화는 2015년 2월에 열린 제65회 베를린 국제 영화제에서 주요 경쟁작이로서 첫 공개되었다. 《나이트 오브 컵스》는 비평가들에게 상반된 평가를 받았다. 22개의 비평을 바탕으로 로튼 토마토스에서 신선도 42%를 유지했다. 브로드 그린 픽처스를 통해 미국에선 2016년 3월 4일에 개봉되기로 계획되었다. 파머는 2015년  리메이크 영화 《포인트 브레이크》에 조연 역할로 출연했다. 그 영화는 2015년 12월 25일 미국에서 개봉되었고, 비평가들의 혹평을 받았다.
2015년 10월, 파머가 조이 크래비츠, 클라크 그레그, 네이트 코드라이, 로런 위드먼과 함께 《Too Legit》이라는 단편 영화에 참여한다는 소식이 알려졌다. 이 계획은 영화 연출자인 프랭키 쇼의 트위터와 인스타그램을 통해 확인되었고 선댄스 영화제가 열린 2016년 1월 13일에 첫 손보였다.
2016년, 그는 벤저민 워커, 톰 윌킨슨, 알렉산드라 다다리오, 톰 웰링이 같이 출연하고 니콜러 스파크스의 소설을 각색한 영화 《더 초이스》에 여주인공 역을 연기했다. 그 영화는 2016년 2월 5일에 첫 공개됐고 비평가들에게 혹평을 받았다. 그는 존 힐코트가 연출한 범죄 드라마 하이스트 영화 《트리플 9》 (2016)에 케이시 애플렉과 같이 출연했다. 영화는 2016년 2월 26일 전 세계에 개봉됐다. 비평가들에게 엇갈린 평가를 받고 박스오피스에 깊은 인상을 내지는 못 했다. 메타크리틱은 41개의 평가를 바탕으로 100점 만점에 52점을 주며, "상반되거나 평범한 평가"를 나타냈다. 시네마스코어에서, 관객들은 영화에 A+에서 F 사이 점수에서 평균 점수 "C+"을 주었다. 또한 그해에, 그는 공포 영화 《라이트 아웃》에서 레베카 역을 연기했고, 전쟁 드라마 영화 《핵소 고지》에 출연하여, 앤드루 가필드가 맡은 역할의 연인 역을 연기했으며, 두 영화 전부 파머의 칭찬받은 연기와 더불어 좋은 평가를 받았다. 그는 채드윅 보즈먼, 루크 에번스, 앨프리드 몰리나와 같이 영화 《메시지 프롬 더 킹》에 같이 출연했다. 파머는 센스8의 출연 배우 막스 리멜트와 같이 심리 스릴러 영화 《베를린 신드롬》에 최근 출연했다.
파머는 미힐 하위스만, 샘 리드와 같이 《2시 22분》 (2017)에 출연했다.

## 사생활
파머는 2009년부터 오스트레일리아의 텔레비전 진행자 데이비드 코시와 함께, 포트애들레이드 풋볼 클럽의 넘버원 티켓 홀더 중 한 명이다. 그는 애들레이드 풋폴 리그에 디비전 1 아마추어팀인 언레이 머시디스 제츠(Unley Mercedes Jets)의 넘버원 티켓 홀더이기도 하다. 저명한 서포터를 넘버원 티켓 홀더라고 인식하는 것이 클럽의 전통이며, 파머는 팀 경기에 찾아가기도 하고, 행사에서 연설을 하기도 했으며, 경기 시작 동전 던지기를 하기도 했다.
파머는 트위터를 통해 알게 된 후인 2012년 말에 배우 겸 감독인 마크 웨버와 연애를 시작했다. 그들은 2013년 8월에 약혼을 맺었고, 2013년 12월 21일 멕시코에서 결혼했다. 이들 부부의 첫째 자녀인 보디 레인 파머 (Bodhi Rain Palmer)는 2014년 2월에 태어났다. 2016년 5월, 부부는 두 번째 자녀를 갖게 되었음을 알렸다. 둘째 아들인 포리스트 세이지 파머(Forest Sage Palmer)는 2016년 12월에 태어났다. 웨버와 혼인으로, 파머는 남편이 이전에 프랭키 쇼 사이에서 갖게 된 아들의 새어머니가 되어주기도 했다. 이들 가정은 로스앤젤레스의 비치우드캐니언에 거주한다. 2012년 11월, 파머와 그의 친구 피비 통킨은 건강 관련 사이트 Your Zen Life를 개설했다.
2016년 7월, 파머는 두 살배기 아들에게 모유 수유를 계속한 것으로 비판을 받았다. 그는 친구이자 여배우인 세라 라이트와 함께 Your Zen Life의 자매격 사이트이불리는 Your Zen Mama라는 Your Zen Life의 자매 사이트를 세웠다.

## 출연작

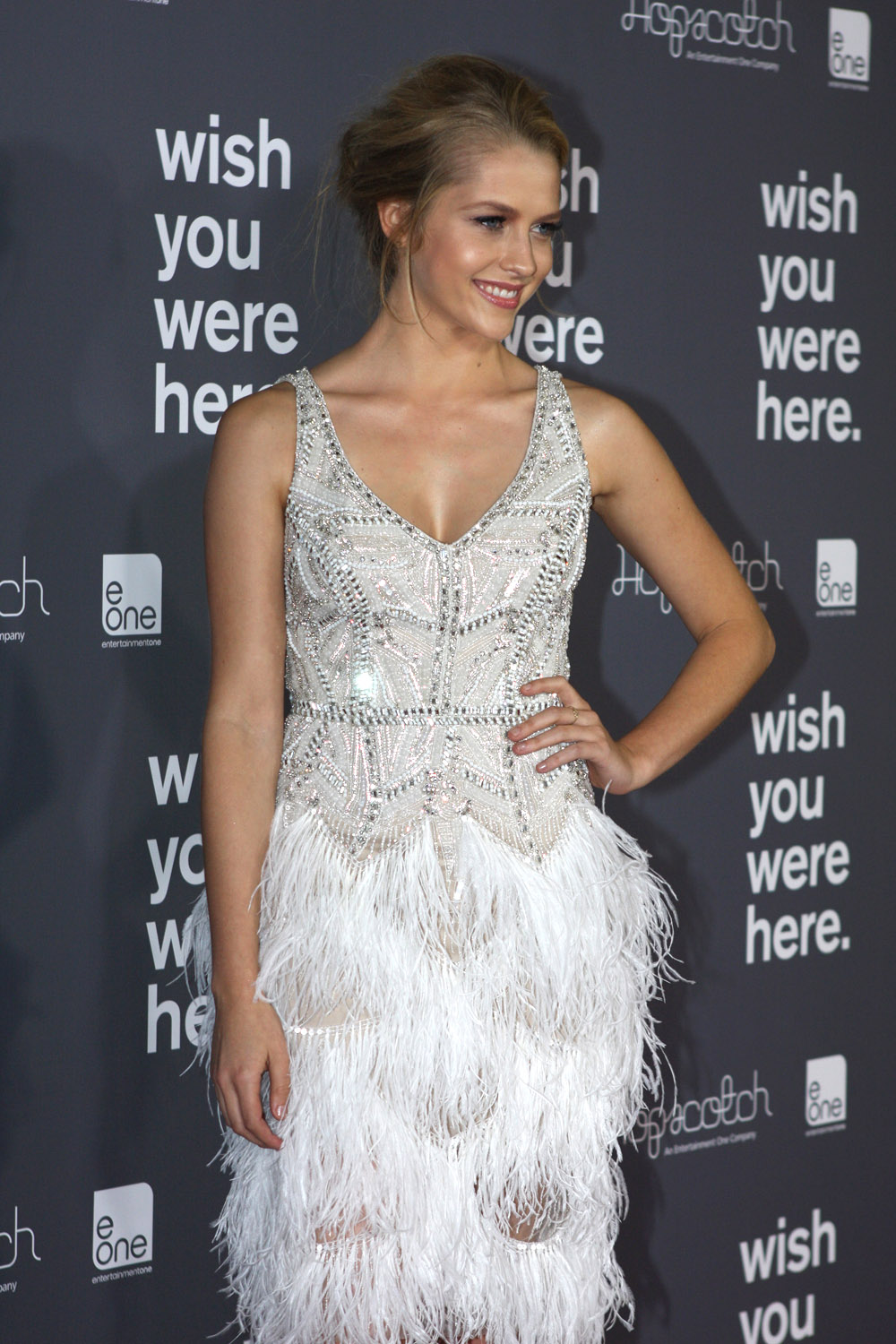
2012년 3월 시드니의 무어 파크 엔터테인먼트 쿼터에서 열린 《내 곁에 있기를》 시사회에 참석한 파머

### 영화
| 제목                | 연도 | 배역              | 감독                 | 참고          |
| ------------------- | ---- | ----------------- | -------------------- | ------------- |
| 울프 크릭           | 2005 | 수영장 파티 여자  | 그레그 매클레인      | 엑스트라      |
| 2:37                | 2006 | 멜로디            | 무랠리 K. 탈룰리     |               |
| 그루지 2            | 2006 | 버네사 캐시디     | 시마즈 다카시        |               |
| 디셈버 보이즈       | 2007 | 루시              | 로드 하디            |               |
| 테레사 팔머의 감금  | 2008 | 데일              | 데이비드 디닌        |               |
| 베드타임 스토리     | 2008 | 바이올렛 노팅엄   | 애덤 섕크먼          |               |
| 마법사의 제자       | 2010 | 베키 반스         | 존 터틀토브          |               |
| 아이 엠 넘버 포     | 2011 | 넘버 식스/제인 도 | D. J. 커루소         |               |
| 테이크 미 홈 투나잇 | 2011 | 토리 프레더킹     | 마이클 도즈          |               |
| 베어                | 2011 | 에밀리            | 내시 에저턴          | 단편 영화     |
| Quirky Girl         | 2011 | 클레어            | 알렉스 퍼니          | 단편 영화     |
| 내 곁에 있기를      | 2012 | 스테프 매키니     | 키어넌 다시스미스    |               |
| 웜 바디스           | 2013 | 줄리 그리조       | 조너선 러빈          |               |
| 사랑과 전쟁         | 2013 | 캔디스            | 대니 무니            |               |
| 컷뱅크              | 2014 | 커샌드라 스틸리   | 맷 섕크먼            |               |
| 파츠 퍼 빌리언      | 2014 | 애나              | 브라이언 호리우치    | 비디오 영화   |
| 에버 애프터         | 2014 | 에이바            | 마크 웨버            | 제작자/각본가 |
| 킬 미 쓰리 타임스   | 2014 | 루시 웨브         | 크라이브 스텐더스    |               |
| 나이트 오브 컵스    | 2015 | 캐런              | 테런스 맬릭          |               |
| 포인트 브레이크     | 2015 | 삼사라 디츠       | 에릭슨 코어          |               |
| Too Legit           | 2016 | 키미              | 프랭키 쇼            | 단편 영화     |
| 더 초이스           | 2016 | 개비 홀랜드       | 로스 캐츠            |               |
| 트리플 9            | 2016 | 미셸 앨런         | 존 힐코트            |               |
| 라이트 아웃         | 2016 | 레베카            | 데이비드 F. 샌드버그 |               |
| 핵소 고지           | 2016 | 도러시 슈트       | 멜 깁슨              |               |
| 메시지 프롬 더 킹   | 2016 | 켈리              | 파브리스 뒤 벨즈     |               |
| 베를린 신드롬       | 2017 | 클레어 헤이블     | 케이트 쇼틀랜드      |               |
| 2시 22분            | 2017 | Sarah             | 폴 커리              | 비디오 영화   |
| 라라걸              | 2020 | 미셸 페인         | 레이철 그리피스      |               |
| 트윈                | 2022 | 레이첼            | 타넬리 무스토넨      |               |
| 스턴트맨            | 2024 | 이기 스타         | 데이비드 레이치      |               |

### 텔레비전
| 제목        | 연도 | 역할         | 방송사  | 참고 | 각주    |
| ----------- | ---- | ------------ | ------- | ---- | ------- |
| 마녀의 발견 | 2018 | Diana Bishop | Sky One | 주연 | [ 107 ] |